# Drogosław (Nowa Ruda)
Drogosław (niem. Kunzendorf) – część miasta Nowa Ruda w Polsce położona w województwie dolnośląskim, w powiecie kłodzkim.

## Podział administracyjny
W latach 1975–1998 miejscowość administracyjnie należała do województwa wałbrzyskiego.

## Historia
Drogosław jest najstarszą częścią Nowej Rudy (rozwinął się najwcześniej ze względów przemysłowych), stąd też czasami nazywany był Stara Rudą. Przed wojną Drogosław był samodzielną wsią. W latach powojennych cały czas rozrastające się miasto Nowa Ruda całkowicie wchłonęło Zacisze i Drogosław.

## Zabytki
Do wojewódzkiego rejestru zabytków wpisane są obiekty:
- zespół dworski, ul. Stara Droga 31, z XVII-XIX w.:
- Dwór Stillfriedów w Drogosławiu – przy ul. Stara Droga 31 w jako renesansowy zbudowano około 1600 roku przez rodzinę Stillfriedów. Dwór został zbudowany jako niewielki o zwartej bryle i reprezentował architekturę rezydencjonalną końca XVI wieku. Prawdopodobnie modernizowany był w XVIII i XIX wieku. Piętrowy dwór nakryty jest czterospadowym dachem, założony na prostokącie z dostawioną werandą. Zamieszkały był na stałe do lat 60. XVII wieku, potem tylko okresowo. Na nowo stał się siedzibą stałą od 1835 do 1945 r. Obok dworu istniał ogród, przekształcony w romantyczny i ozdobny. Zachowały się okazałe zabudowania gospodarcze z XIX w.
  - park
- Kościół św. Barbary w Drogosławiu, parafialny  wg projektu arch. Ludwiga Schneidera[6], ul. Jana Pawła II, z lat 1910–1911
- obiekty na terenie dawnej kopalni „Piast”:
  - nadszybie z wieżą szybu „Anna”, z 1898 r.,
  - maszynownia szybu „Lech”, z 1890 r.,
  - piece szybowe 28–32, KWK Nowa Ruda, z lat 1898–1899.

Inne zabytki:
- stare domy z XIX i XX wieku oraz krzyże przydrożne i kapliczki z tego samego okresu[4].

## Przemysł
W chwili obecnej Drogosław jest administracyjną dzielnicą Nowej Rudy o charakterze przemysłowym (południowa część) i willowym (północna część). Znajduje się tu nieczynne wyrobisko pola „Piast” Kopalni Węgla Kamiennego Nowa Ruda, zlikwidowane w konsekwencji transformacji gospodarczej. Niegdyś istniały tu zakłady: elektroniczne (Diora), odzieżowe (Nowar); niestety upadły one w latach 90. Na terenie dzielnicy znajduje się Podstrefa Wałbrzyskiej Specjalnej Strefy Ekonomicznej Invest Park, w której w 2007 roku otwarto Zakład Produkcji Automatyki Sieciowej ZPAS-NET. Częściowo na terenie dzielnicy znajduje się pokopalniana hałda.

## Komunikacja
Głównym ciągiem komunikacyjnym dzielnicy jest droga wojewódzka nr 381 (Wałbrzych–Kłodzko), wokół której znajduje się większość zabudowy mieszkaniowej. Drogą o drugorzędnym znaczeniu jest droga lokalna relacji: Nowa Ruda – Drogosław – Jugów – Walim. Na terenie dzielnicy zlokalizowany jest przystanek kolejowy Nowa Ruda Przedmieście oraz Nowa Ruda-Zdrojowisko.

## Edukacja, urzędy, instytucje
W Drogosławiu siedzibę swoją mają: Miejski Zespół Szkół nr 1, Urząd Pocztowy Nowa Ruda 5, Przychodnia Evita (publiczna i prywatna), filia Banku Spółdzielczego, filia Zakładu Gospodarki Komunalnej i Mieszkaniowej, Zespół Szkół Ponadgimnazjalnych.

## Atrakcje Turystyczne
- Muzeum Górnictwa
- Muzeum Minerałów
- Żelazny wiadukt kolejowy – najdłuższy na trasie Wałbrzych-Kłodzko. Długość 185 m, wysokość 30 m.

## Szlaki turystyczne
droga Szklary-Samborowice – Jagielno – Przeworno – Gromnik – Biały Kościół – Nieszkowice – Żelowice – Ostra Góra – Niemcza – Gilów – Piława Dolna – Owiesno – Góra Parkowa – Bielawa – Zimna Polana – Kalenica – Bielawska Polana – Zdrojowisko – Drogosław – Nowa Ruda – Tłumaczów – Radków – Pasterka – Karłów – Skalne Grzyby – Batorów – Duszniki-Zdrój – Szczytna – Zamek Leśna – Polanica-Zdrój – Bystrzyca Kłodzka – Igliczna – Międzygórze – Przełęcz Puchacza